# Njurkulahti
Njurkulahti är en sjö i kommunen Enare i landskapet Lappland i Finland. Sjön ligger 150 meter över havet. Arean är 53 hektar och strandlinjen är 9,13 kilometer lång. Sjön  ingår i Pasvik älvs huvudavrinningsområde.   Den ligger omkring 250 kilometer norr om Rovaniemi och omkring 960 kilometer norr om Helsingfors.
En kanotled börjar vid Kultasatama, leder ut ur Lemmenjoki nationalpark vid Njurkulahti och fortsätter till älven Lemmenjokis utlopp och vidare längs Juutuanjoki.